# Роберт III де Стутвиль
Роберт III де Стутвиль (англ. Robert III de Stuteville; умер в 1183) — английский барон и военачальник, сын Роберта II д’Эстутвиля и Эрнебурги. В 1138 году Роберт был одним из английских лидеров во время битвы Штандартов. Позже служил королю Генриху II Плантагенету. Он был шерифом Йоркшира в 1170—1175 годах, а также выполнял обязанности судьи в выездных сессиях суда. Во время мятежа сыновей Генриха II Роберт с сыновьями и братьями играл заметную роль в его подавлении, причём в 1174 году был одним из военачальников в армии, разгромившей шотландцев в битве при Алнике и захватившей в плен шотландского короля Вильгельма I Льва.
Роберт был родоначальником английской ветви Эстутвилей, представители которой в Англии получили родовое прозвание Стутвилей.

## Происхождение
Роберт происходил из англо-нормандского рода Эстутвилей, который в Англии получил родовое прозвание Стутвилей. Его предки были сеньорами Этутвиля-сюр-Мер в Пей де Ко (Нормандия), расположенного в 30 километрах к северо-западу от Руана. После Нормандского завоевания представители рода получили владения в Англии. Роберт I д’Эстутвиль и его сын и наследник, Роберт II, были сторонниками герцога Нормандии Роберта Куртгёза. Роберт I на его стороне участвовал в 1106 году в битве при Теншбре, попав в плен к королю Генриху I. Остаток жизни он провёл в заключении. Владения Роберта I и Роберта II в Йоркшире и Линкольншире были конфискованы и переданы по большей части Найджелу д’Обиньи, родоначальнику Моубреев.
Роберт II д’Эстутвиль был женат на некоей Эрнебурге. Старшим из его сыновей бы Николас I д’Эстутвиль, унаследовавший нормандские владения и некоторые английские поместья. Роберт III был вторым сыном. Его младшими братьями были Уильям, Роджер и Джон, а также, вероятно, Осмунд д’Эстувиль, а сёстрами — неизвестная по имени жена Роберта д’Эвиля и, вероятно, Бурга.

## Биография
Незадолго до 1138 года Роберту III удалось вернуть часть конфискованных владений деда, хотя большая их часть продолжала оставаться в руках Моубреев. В 1138 году он был одним из северных баронов, командовавших английской армией во время битвы Штандартов. В какой-то момент правления короля Стефана Блуаского Роберт чеканил в Йорке собственные монеты. Кроме того, сохранилась история, что в период Анархии он держал в плену двух священнослужителей, добиваясь от них выкупа, что было довольно распространённой практикой в это время.
К 1147 году Роберт вместе с братом Уильямом попытались вернуть себе оставшиеся конфискованные владения семьи, инициировав ряд исков к владевшим ими Роджеру де Моубрею. В начале правления Генриха II Плантагенета ему удалось заключить соглашение с Роджером, по которому тот передал Стутвилю ценное поместье и 10 рыцарских фьефов. Впрочем, в 1166 году Роберт владел только 8 из полученных им от Моубрев фьефов и 1 новым. В том же году он получил непосредственно от короля 8 фьефов из старых владений Эстутвилей и 1/8 нового фьефа. Иан Сандерс указывает, что центром полученной Робертом феодальной баронии был Коттингем (Восточный райдинг Йоркшира).
Во время правления Генриха II Роберт выполнял разные задачи в королевском правительстве. В частности, он был шерифом Йоркшира в 1170—1175 годах, а также выполнял обязанности судьи в выездных сессиях суда. Его имя в качестве свидетеля присутствует на ряде королевских хартий.
Во время мятежа сыновей Генриха II Роберт с сыновьями и братьями играл заметную роль в его подавлении. Особенно активен был его брат Роджер, который в 1170—1185 годах был шерифом Нортумберленда. В 1174 году, когда в Северную Англию вторглась армия под командованием короля Шотландии Вильгельма I Льва, Роберт успешно оборонял замок Уорк на Твиде, в результате чего шотландцы были вынуждены снять осаду. Позже, когда они подошли к замку Прадо, его кастелян, Одинел II де Умфравиль, успел до начала осады отправиться в Йорк, где сообщил Роберту об угрозе. Тот немедленно собрал ополчение и двинулся к Прадо. Узнав о приближающейся армии, шотландский король снял осаду и отступил на север. Решив, что он достаточно оторвался от англичан, Вильгельм осадил замок Алник, гарнизон которого был незначителен, отправив большую часть своих людей разорять окрестности. 13 июля йоркширская армия, одним из командиров которой был Роберт, разгромили шотландцев в битве при Алнике, захватив при этом в плен самого короля.
Роберт умер в 1183 году. Ему наследовал старший сын Уильям.
Известно, что Роберт подарил землю аббатствам аббатстве Мьюс и Пайпуэлл. Кроме того, он вероятно был основателем монастыря Келдхольм.

## Брак и дети
Жена: Элвиза, её происхождение не установлено. Дети:
- Уильям (II) де Стутвиль (умер в 1203), барон, шериф Нортумберленда в 1189—1190 и 1199—1200 годах, шериф Линкольншира в 1191 году, шериф Йоркшира и Уэстморленда в 1200—1202 годах, шериф Камберленда в 1199—1203 годах[2][8][9].
- Николас I де Стутвиль[англ.] (умер в 1218), барон Лиддела и Коттингема[2][9].
- Осмунд де Стутвиль (умер около 1192)[2][9].
- Эсташ де Стутвиль[2][9].
- Ансельм де Стутвиль[9].
- Роберт де Стутвиль[2][9].
- Бурга де Стутвиль; муж: Уильям де Вески[англ.] (умер до ноября 1183)[2][9].
- Элвиза де Стутвиль; 1-й муж: Уильям I де Ланкастер (1154/1156 — 1184); 2-й муж: Хью де Морвиль[англ.] (умер в 1201), барон Бруфа[англ.]; 3-й муж: Уильям Фиц-Ральф (умер в 1207—1209)[2][9].